# Letvægt (boksning)
 For alternative betydninger, se Letvægt. (Se også artikler, som begynder med Letvægt)
Letvægt er en af de klassiske vægtklasser i boksning, og var oprindeligt placeret over fjervægt og under weltervægt. I dag ligger letvægt over junior-letvægt (også kaldet super-fjervægt) og under let-weltervægt (også kaldet super-letvægt). 
I professionel boksning er vægtgrænsen for letvægt 135 engelske pund (61,235 kilogram) og for amatører 60 kg.
Jørgen Johansen, Børge Krogh og Gert Bo Jacobsen har alle vundet det professionelle europamesterskab i letvægt. 
Den eneste danske guldmedalje i olympisk boksning er vundet i letvægtsklassen af Hans Nielsen, der vandt guld ved ved Sommer-OL 1924. Gotfred Johansen vandt sølv i klassen ved Sommer-OL 1920 og Svend Wad vandt bronze ved Sommer-OL 1948. Grænsen for letvægt for amatører var dog anderledes dengang, hvor grænsen gik fra 58 kg til 62 kg. 
Letvægt benyttes også som vægtklasse i andre sportsgrene end boksning, men har da andre definitioner.